# C. J. Williams (réalisateur)
Pour les articles homonymes, voir C. J. Williams.
C.J. Williams (né v. 1859 à New York et mort le 26 janvier 1945, dans la même ville) est un réalisateur, scénariste, acteur, et producteur de cinéma américain.

## Filmographie

### Comme réalisateur
- 1910 : Amateur Night
- 1912 : A Thrilling Rescue by Uncle Mun
- 1912 : The Totville Eye
- 1912 : A Proposal Under Difficulties
- 1912 : An Old Fashioned Elopement
- 1913 : The Title Cure
- 1913 : A Serenade by Proxy
- 1913 : Over the Back Fence
- 1913 : How They Outwitted Father
- 1913 : After the Welsh Rabbit
- 1913 : All on Account of a Transfer
- 1913 : It Wasn't Poison After All
- 1913 : Tea and Toast
- 1913 : The Unprofitable Boarder
- 1913 : Rule Thyself
- 1913 : Jones Goes Shopping
- 1913 : His Undesirable Relatives
- 1913 : A Reluctant Cinderella
- 1913 : Newcomb's Necktie
- 1913 : Professor William Nutt
- 1913 : Don't Worry
- 1913 : Beau Brummel and His Bride
- 1913 : All on Account of a Portrait
- 1913 : As the Tooth Came Out
- 1913 : The Romance of Rowena
- 1913 : The Younger Generation
- 1913 : Caste
- 1913 : The Stolen Models
- 1913 : Why Girls Leave Home
- 1913 : Boy Wanted
- 1913 : Porgy's Bouquet
- 1913 : Archie and the Bell Boy
- 1913 : Nora's Boarders
- 1913 : The Manicure Girl
- 1913 : Falling in Love with Inez
- 1914 : The Lovely Señorita
- 1914 : On the Lazy Line
- 1914 : A Story of Crime
- 1914 : Beautiful Leading Lady
- 1914 : A Canine Rival
- 1914 : All for a Tooth
- 1915 : Cabman Kate
- 1915 : Two and Two
- 1915 : The Funny Side of Jealousy
- 1915 : The Lady of Shalott
- 1915 : They Loved Him So
- 1915 : Whose Husband?
- 1915 : When War Threatened
- 1915 : Strictly Neutral
- 1915 : Victor's at Seven
- 1915 : Crooky
- 1915 : She Took a Chance
- 1915 : Getting Rid of Aunt Kate
- 1915 : Fits and Chills
- 1915 : Itsky, the Inventor
- 1915 : A Motorcycle Elopement
- 1915 : Patent Food Conveyor
- 1915 : What Happened to Father
- 1916 : The Little Trespasser
- 1916 : By Love Redeemed
- 1916 : Them Was the Good Old Days
- 1916 : The Cold Feet Getaway
- 1916 : The Wrong Mr. Wright
- 1916 : Mr. Jack, a Hallroom Hero
- 1916 : Mr. Jack Ducks the Alimony
- 1916 : Mr. Jack, the Hash Magnet
- 1916 : Mr. Jack Inspects Paris
- 1916 : Mr. Jack Trifles
- 1916 : Mr. Jack's Hat and the Cat
- 1916 : Mr. Jack's Artistic Sense
- 1916 : Mr. Jack Goes Into Business
- 1916 : Mr. Jack, a Doctor by Proxy
- 1916 : Mr. Jack Hires a Stenographer
- 1919 : Wild Oats

### Comme acteur
- 1913 : Silas Marner
- 1915 : Whose Husband?
- 1918 : The Poor Rich Man (en) de Charles Brabin : James Carter

### Comme producteur
- 1915 : She Took a Chance